# Dida (gênero)
Dida (Arctiidae) é um gênero de traça pertencente à família Arctiidae.